# Chaston FS
El Chaston Fútbol Sala (posteriormente conocido como Egasa Chaston y Egasa Coruña) fue un equipo de fútbol sala de la ciudad de La Coruña, bicampeón de liga y tricampeón de copa en la década de 1980.

## Historia

### Inicios
Fue fundado por el empresario Miguel Mosquera Novo, en torno al año 1978, con el nombre de la discoteca Chaston, de la que era propietario. En la temporada 1980-81 ya alcanzó la fase final del Campeonato de España de Fútbol Sala que se disputó en La Coruña. Fue el primer club español de fútbol sala que fichó a un jugador brasileño, concretamente a Denis tras, un partido amistoso que disputó el Chaston contra una selección de Río de Janeiro. El Chaston aportó un jugador (Vituco) al primer partido disputado por la selección española de fútbol sala en 1982.

### Década de 1980
Sus mayores logros deportivos llegaron a mediados de la década de 1980, cuando se proclamó campeón de liga ante el Unión Sport de Madrid en abril de 1984. Posteriormente revalidó título de liga en 1985, fue subcampeón de liga 1988 y ganó las copas de rey de 1986, 1987 y 1988.
Participó en el primer campeonato unificado de liga, surgido en 1989 (ya con el nombre de Egasa Chaston), esa temporada quedó fuera de los play-offs.  

### Década de 1990
Participó en la División de Honor, como Egasa Chaston, desde la temporada 1989-90 hasta la 1992-93, en las que alcanza los play-offs por el título en la temporada 1991-92, cayendo en los cuartos de final ante ElPozo Murcia.   
Participó en la División de Honor como Egasa Coruña las temporadas 1993-94 y 1994-95 en la que descendió a la división de plata por un descenso administrativo, lo que conllevó su desaparición.

## Palmarés
- Campeón de liga 1983-84
- Campeón de liga 1984-85
- Campeón de Copa del rey 1985-86
- Campeón de Copa del rey 1986-87
- Campeón de Copa del rey 1987-88